# Коров'яча війна

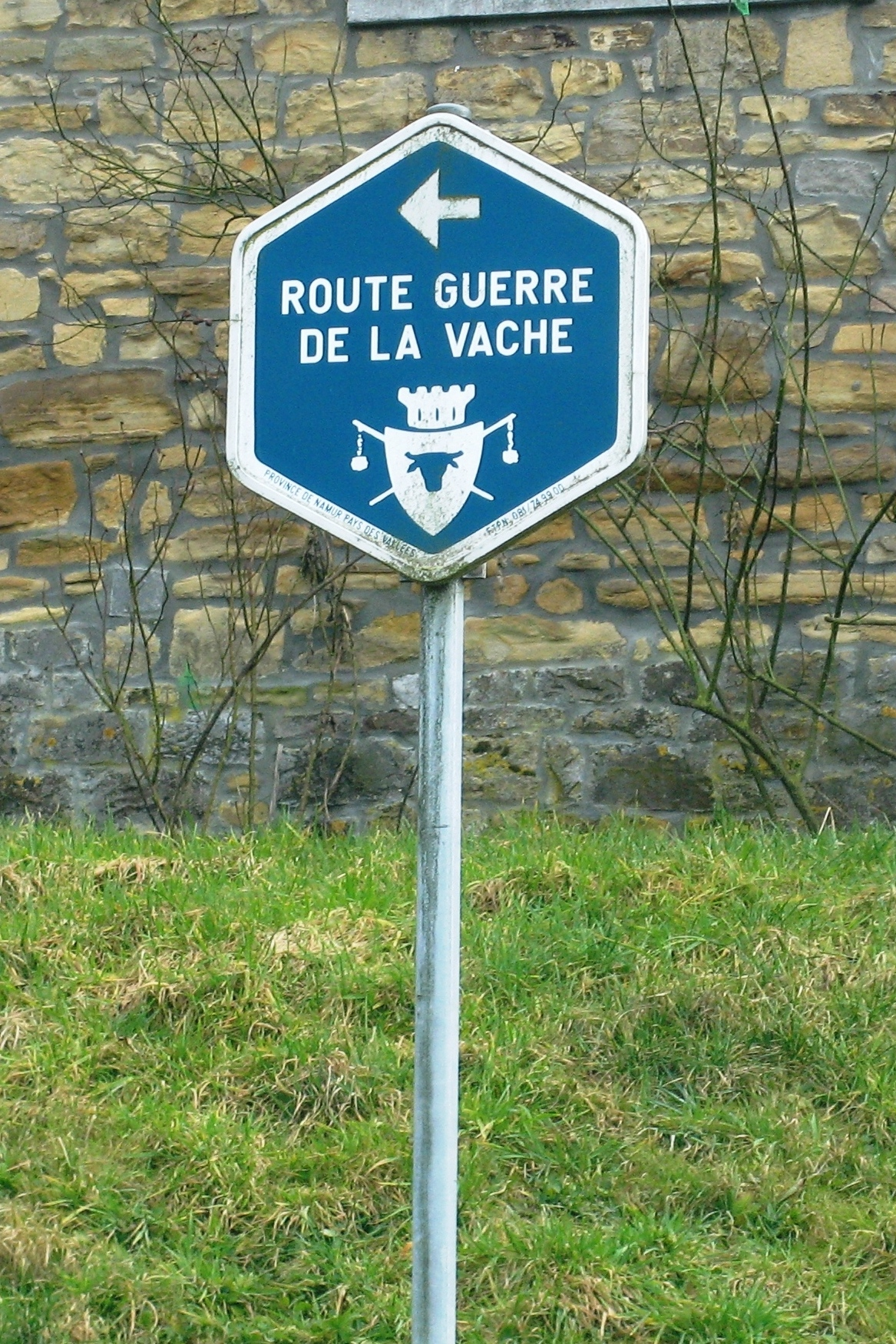
Знак, що позначає сучасний «Route Guerre de la Vache»

Коров'яча війна (1272—1278), французькою Guerre de la Vache, — конфлікт у Священній Римській імперії між князем-єпископством Льєжа під проводом єпископа Іоанна Енг'єнського та маркізатом Намюр під проводом маркіза Гвідо Дамп'єра. Те, що почалося як суперечка за вкрадене майно між селянином з однієї юрисдикції та міщанином з іншої, перетворилося на великий регіональний конфлікт, який вимагав арбітражу короля Франції Філіпа III, який наказав відновити status quo ante bellum у 1278 році.

## Перебіг подій
Причиною війни стала крадіжка корови селянином під час лицарського турніру в місті Сіней, регіональній столиці Кондроза. Злодія, Енгоранта де Джалхая, спіймали й наказали сплатити штраф (щоб уникнути смерті) і повернути корову. Пристави все одно помилково стратили селянина, а лорд зажадав компенсації.
Маркіз Намюрський за підтримки герцога Жана I Брабантського та лорда Жерара Дюрбюїйського вторгся до Хесбає; тоді як його союзник, граф Генріх V Люксембургу, спустошив Кондро. Коли Генріх прибув до Сіней (17 квітня 1276 р.), його зустріла місцева армія з 2400 осіб — наполовину кіннота, наполовину піхота, згідно з хроністами — на чолі з мером Жаном де Галлой, який був приставом Кондро і який покарав Енгоранта де Джалхая. У битві, яка тривала з раннього ранку до полудня, чисельно переважаючі Кондрузьєни зазнали поразки, залишивши на полі 500 убитих, у тому числі Жана де Галлоя. Люксембург втратив 1400 убитими, що змусило графа зауважити: «Три джентльмени за селянина!» Коли маршал єпископа Робер де Форві прибув із підкріпленням і знайшов Сіне в облозі графа, він відступив до Дінана з наміром зібрати додаткові підкріплення. Наступного дня (18 квітня) місто було взято штурмом і зруйноване, а його жителі, які шукали притулку в церкві Нотр-Дам, були спалені разом з нею. Усі літописці погоджуються щодо дати подані по-різному: як 18 квітня, 14-е календи травня або свято святого Урсмара. Наступного дня (19 квітня, Неділя Божого Милосердя) герцог Брабантський пограбував місто Меффе.
Наступного року (1277) у битві біля Степової варди коаліція льєжуазських ополчень здобула перемогу над Намюром.
Історія війни дуже докладно описана льєжуазськими літописцями Жаном д'Отремезом і Жаном де Госемом. З іншого боку, Annales Leodienses, Floressienses et Marchianenses відзначають лише те, що Сіней (Чейні) був спалений.

## В поезії
Існує римована хроніка конфлікту Chronique rimée sur la guerre de la Vâche, яка починається:
Граф Намюрський та його брат Тіріс
Молодий Годфруа де Лове йде в похід
Обов'язки Люценбора і Баєра та інших
Були молодим і вродливим баронам.
Які через любов дам здобули це місце.
У 1852 році валлонський поет Шарль дю Вів'є де Стрель опублікував «La Cinéide, ou la Vache reconquise», комічну поему про епізод 1275 року.